# لو شابانه
لو شابانه (به فرانسوی: Le Chabanais) مشهورترین و مجلل‌ترین روسپی‌خانه شهر پاریس و فرانسه محسوب می‌شود . این روسپی‌خانه در خیابان شابانه در نزدیکی موزه لوور در پاریس قرار دارد . این روسپی‌خانه توسط زن ایرلندی به نام الکساندر ژوآنت  که در افواه به مادام کلی افتتاح شد . محیط و سالن‌های روسپی‌خانه با تأثیرپذیری از فرهنگ و هنر اسپانیایی ، هندی ، ژاپنی ، رومی و فرانسوی به صورت مجلل تزیین شده بود .  مادام کلی روسپی‌خانه را به مبلغ یک میلیون هفتصدهزار فرانک به برخی از سرمایه‌داران ناشناس فروخت و در سال ۱۸۹۹ درگذشت .  در طول ده بیست قرن بیستم لو شابانه از روسپی‌خانه یک دو دو پیشی‌گرفت . در طول جنگ جهانی دوم لوشابانه مانند تمام روسپی‌خانه‌های دیگر فرانسه در اختیار افسران ارتش آلمان نازی قرار گرفت . هرمان گورینگ از چهره‌های برجسته آلمان نازی از لوشابانه پاریس دیدن کرد .  پس از جنگ‌جهانی دوم روسپی‌خانه‌ها به خاطر همکاری با دستگاه‌های اطلاعاتی آلمان و طرح مارتا ریچارد بسته شد . در بررسی‌های سال ۲۰۰۲ حدود دو سوم مردم فکر می‌کردند و روسپی‌خانه کرامت زن را کاهش می‌دهد . البته با این‌حال دو سوم از بازگشایی مجدد روسپی‌خانه‌ها در فرانسه استقبال می‌کنند . در سال ۱۹۵۱ تمام اموال روسپی‌خانه به حراج گذاشته شد . در میان اموال صندلی عشق ادوارد هفتم و دوش شامباین ابولهول بود . دوش شامباین توسط یک عتیقه فروشی خریداری شده بود به قیمت ۱۱۰ هزار فرانک به سالوادور دالی رسید و آن‌را در اتاقی از هتل موریس (هتل متعلق به سالوادور دالی) قرار داد . 